# Altes Südarabien

Südarabien um 100 v. Chr. (Die Karte ist möglicherweise anachronistisch, da Ma'in (ca. 400–100 v. Chr.) und Himyar (ab ca. 100 v. Chr.) als selbstständige Staaten vermutlich nie koexistierten.)

Als Altes Südarabien oder Sayhad-Kultur bezeichnet man die Gebiete des heutigen Jemen, des westlichen Oman und des äußersten Südens Saudi-Arabiens von der Gründung der Reiche Saba, Ausan, Qataban und Hadramaut zu Beginn des 1. Jahrtausends v. Chr. bis zur Ausbreitung des Islam ab 632 n. Chr. Die Wissenschaft, die sich mit diesen Kulturen beschäftigt, bezeichnet man als Sabäistik.
Die Zentren der alten südarabischen Reiche lagen rund um die Wüste Ramlat as-Sabatain. Das südliche und westliche Hochland und die Küstenregionen waren politisch weniger einflussreich. Die Küstenstädte waren aber schon seit der Frühzeit für den Handel von großer Bedeutung. Außerhalb des heutigen Jemen dehnten sich die Reiche in den Oman, in die nordarabische Oase Dadan, nach Äthiopien sowie entlang der ostafrikanischen Küste bis ins heutige Tansania aus.

## Forschungsgeschichte
Die Sabäistik, die Wissenschaft vom alten Südarabien, gehört zu den jüngeren Zweigen der Altertumswissenschaft, da Südarabien in Europa länger als andere Gebiete des Orients weitestgehend unbekannt blieb. Erst 1504 gelang es einem Europäer, nämlich dem Italiener Ludovico de Varthema (1470–1517), ins Landesinnere vorzustoßen. Zwei dänische Expeditionen, bei denen unter anderem Johann David Michaelis (1717–1791) und Carsten Niebuhr (1733–1815) mitwirkten, trugen, wenn auch in bescheidener Weise, zur wissenschaftlichen Erforschung des Jemen bei. In der ersten Hälfte des 19. Jahrhunderts brachten weitere Reisende über hundert altsüdarabische Inschriften nach Europa.

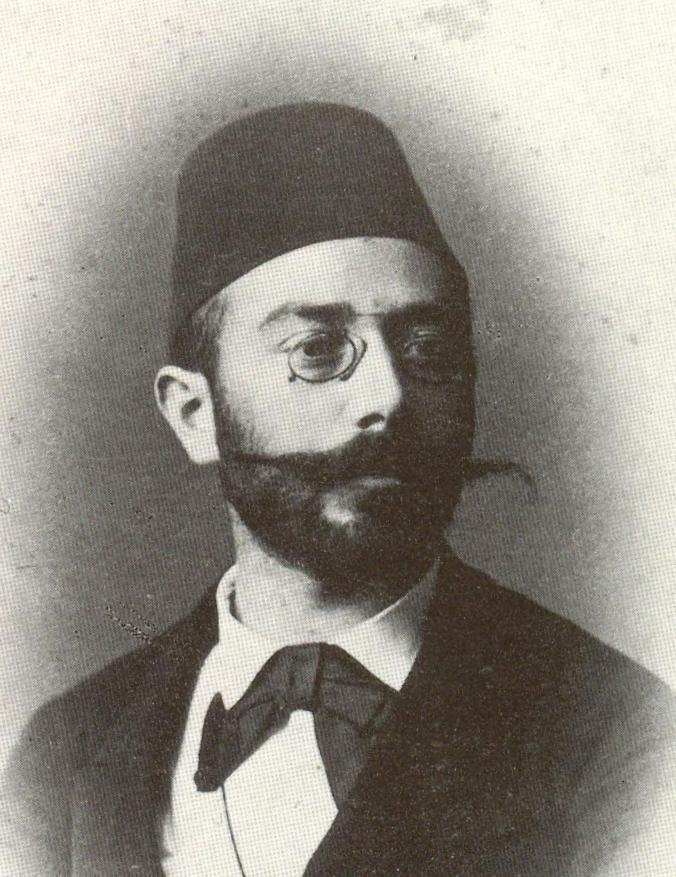
Der österreichische Forschungsreisende Eduard Glaser (1855–1908)

Einen Höhepunkt erreichte diese Forschungsphase durch die Reisen des Franzosen Joseph Halévy 1869/70 und des Österreichers Eduard Glaser 1882–1894, die zusammen etwa 2500 Inschriften kopierten oder nach Europa brachten. Auf Basis dieses epigraphischen Materials erforschten Glaser, Fritz Hommel, David Heinrich Müller und ab 1911 vor allem Nikolaus Rhodokanakis die altsüdarabische Sprache und Geschichte. Letzterer kann als Begründer der Sabäistik (Sprache und Kultur Altsüdarabiens) als eigener wissenschaftlicher Disziplin gelten. Die Akademie der Wissenschaften in Wien hatte von 1898 bis 1920 eine eigene Südarabische Kommission. Nach Rhodokanakis wurde das Fach maßgeblich von Maria Höfner in Deutschland (Tübingen) und Österreich (Graz) fortgeführt.
Nach dem Ersten Weltkrieg wurden erstmals Grabungen im Jemen durchgeführt. Seit 1926 beteiligten sich auch Syrer und Ägypter an der Erforschung Südarabiens. Der Zweite Weltkrieg leitete eine neue Phase der wissenschaftlichen Beschäftigung mit dem antiken Südarabien ein: 1950–1952 unternahm die von Wendell Phillipps gegründete American Foundation for the Study of Man größere Grabungen in Timna und Ma'rib, bei denen unter anderem William Foxwell Albright und Albert Jamme, der die Inschriftenfunde veröffentlichte, mitwirkten. 
Die erste systematische Bestandsaufnahme der archäologischen Objekte im damaligen Aden-Protektorat wurde ab 1959 von Gerald Lankester Harding durchgeführt. In dieser Zeit machte sich insbesondere Hermann von Wissmann um die Erforschung der Geschichte und antiken Geographie Südarabiens verdient. Daneben sind unter anderem die französischen Grabungen 1975–1987 in Schabwat (unter Leitung von Jacqueline Pirenne) und an anderen Orten, die italienischen Untersuchungen der steinzeitlichen Hinterlassenschaften und die Arbeiten des Deutschen Archäologischen Institutes in der Umgebung von Ma'rib zu nennen.

## Chronologie
Zwar erscheint das Reich Saba bereits im 8. Jahrhundert v. Chr. in assyrischen Quellen, doch genügt dieser Fixpunkt nicht, die Frühgeschichte Südarabiens zu datieren, denn erst mit dem Feldzug des Aelius Gallus 25 v. Chr. und der Nennung des Königs Ilasaros ist ein absoluter Focus in der altsüdarabischen Geschichte gegeben. Für die frühere Zeit muss die chronologische Einordnung aufgrund des Vergleichs altsüdarabischer Funde mit Funden aus anderen orientalischen Gebieten, der Paläographie, der rekonstruierten Abfolge der Könige und Radiokarbondatierungen erfolgen. Hierbei haben sich im Wesentlichen zwei Lehrmeinungen herausgebildet: die „Kurze Chronologie“ und die „Lange Chronologie“. Zu Ende des 19. Jahrhunderts datierten Eduard Glaser und Fritz Hommel den Beginn der altsüdarabischen Zivilisation in das späte 2. Jahrtausend v. Chr., was in der folgenden Zeit noch etwas modifiziert wurde. Mittlerweile nehmen die Vertreter dieser „Langen Chronologie“ den Beginn der altsüdarabischen Kultur tendenziell etwas später, im 8. Jahrhundert v. Chr., an. 1955 veröffentlichte jedoch Jacqueline Pirenne einen Vergleich der altsüdarabischen Kunst und Münzprägung mit der griechischen und gelangte dabei zu dem Schluss, dass die südarabische Zivilisation erst im 5. Jahrhundert v. Chr. unter griechischen Einfluss entstanden sei. Diese neue „Kurze Chronologie“ untermauerte sie zusätzlich durch ihre Analyse der altsüdarabischen Buchstabenformen, also durch die Paläographie. Auf Grundlage der amerikanischen Ausgrabungen in Timna und Ma'rib 1951–1952 entstand etwa zur gleichen Zeit eine weitere, die sogenannte „Vermittelnde Chronologie“, die jedoch lediglich den Beginn von Qataban und Ma'in später ansetzte als in der „Langen Chronologie“, den Beginn des Reiches von Saba aber wie diese im 8. Jahrhundert annahm.
Auf Grund der Untersuchung einer Felsinschrift bei Ma'rib („Glaser 1703“) datierten A. G. Lundin und Hermann von Wissmann den Beginn Sabas gemäß der „Langen Chronologie“ wieder ins 12. bzw. 8. Jahrhundert v. Chr. zurück. Auch wenn sich ihre Deutungen später teilweise als unzutreffend erwiesen, ist die „Kurze Chronologie“ nicht belegt, vielmehr wurden in jüngerer Zeit zahlreiche Gegenargumente vorgebracht. Vor allem durch neuere archäologische Forschungsergebnisse, wie den italienischen in Yala / Hafari und den französischen in Schabwat, erhielt die Lange Chronologie immer mehr Anhänger. Inzwischen scheint die Mehrheit der Sabäisten der „Langen Chronologie“ von Wissmanns zuzustimmen, daher sind die Datierungen in diesem Artikel an ihr ausgerichtet.

## Vorgeschichte
Die Erforschung der südarabischen Vorgeschichte steht erst am Anfang, jedoch sind bereits aus der Altsteinzeit Lagerstätten bekannt. Aus der Jungsteinzeit stammen Tumuli und megalithische Anlagen. Unmittelbar den historischen Reichen voran gingen ab etwa 2500 zwei bronzezeitliche Kulturen aus dem Nordjemen und von der Küste des Indischen Ozeans. In der Mitte des zweiten vorchristlichen Jahrtausends entstanden in der Küstenebene erste bedeutende urbane Zentren, darunter der Fundort Sabir. Bislang ist nicht eindeutig geklärt, ob die altsüdarabische Zivilisation kontinuierlich aus der südarabischen Bronzezeit hervorging, oder ob zu Beginn der Eisenzeit Gruppen aus Palästina oder Nordarabien südwärts wanderten, wie teilweise vermutet wird.

## Geschichte
Die Entstehungszeit der großen südarabischen Reiche ist bisher noch nicht eindeutig zu bestimmen, die Schätzungen schwanken selbst im Rahmen der langen Chronologie (siehe oben) vom 12. bis 8. Jahrhundert v. Chr.

### Sabäische Hegemonie (800–400 v. Chr.)
Zur Zeit der frühesten aus Südarabien stammenden historischen Quellen befand sich Südarabien unter der Vorherrschaft des Reiches Saba, dessen Zentren sich östlich von Sanaa in Sirwah und Ma'rib befanden. Die politische Landkarte Südarabiens bestand damals aus einigen größeren Reichen bzw. Stammesgebieten, Ausan, Qataban und dem Hadramaut, und andererseits aus einer nicht genau zu bestimmenden Anzahl von Kleinstaaten wie den Stadtstaaten Haram und Naschq im Dschauf. Nachdem bereits Yitha'amar Watar I. Qataban und Gebiete im Dschauf an Saba gebunden hatte, erreichte Saba unter Karib’il Watar I., der wohl zwischen dem 8. und dem 5. Jahrhundert v. Chr. regierte, den Höhepunkt seiner Macht und beherrschte das Gebiet von Nadschran im Süden Saudi-Arabiens bis zum Bab al-Mandab. Die Bildung des minäischen Reiches in der Flussoase des Dschauf nordwestlich von Saba im 6. Jahrhundert v. Chr. brachte die sabäische Vorherrschaft zwar in Gefahr, doch gelang es Yitha'amar Bayyin II., dem Vollender des großen Staudamms von Ma'rib, den Norden Südarabiens wieder zu unterwerfen. Zwischen dem 8. und 4. Jahrhundert entstand unter sabäischem Einfluss in Äthiopien der Staat Da’amot, der spätestens bis zur Entstehung des aksumitischen Reichs um die Zeitenwende bestand. Die genaue chronologische Einordnung von Da’amot und inwiefern es von Saba auch politisch abhängig war, ist allerdings unklar.

### Die Zeit des qatabanischen Großreichs (400–50 v. Chr.)
Im späten 5. und frühen 4. Jahrhundert lösten sich Sabas Vasallen Ma'in, Qataban und Hadramaut in einem Bündnis aus der sabäischen Hegemonie. Hadramaut und Ma'in, die anfangs in Personalunion vereint waren, kontrollierten von nun an die Weihrauchstraße, was minäischen Händlern die Kontrolle über die nordarabische Oase Dadan und eine Präsenz im östlichen Mittelmeerraum ermöglichte. Qataban eroberte den Süden Sabas und den Südwesten Südarabiens, wodurch es nun den Bab al-Mandab kontrollierte. Seinen Höhepunkt erreichte Qataban mit der Eroberung des Hadramaut im 3. Jahrhundert v. Chr. und wenig später Ma'ins. Nur wenige Jahrzehnte später (Hermann von Wissmann: 120 v. Chr. Kenneth A. Kitchen: Mitte 1. Jahrhundert v. Chr.) zerbrach das qatabanische Reich: Ma'in wurde Saba eingegliedert, die qatabanischen Außengebiete Ausan, Radman und das erst kurz zuvor entstandene Himyar erlangten mit sabäischer Hilfe die Selbstständigkeit.

### Die Vorherrschaft Sabas, Himyar und der Niedergang (50 v. Chr.–570 n. Chr.)
Die Kontrolle des Seehandels, der seit dem Ende des minäischen Reiches für Südarabien die alte Bedeutung der Weihrauchstraße übernommen hatte, war nun in himyarische und sabäische Hand geraten. Um den römischen Seehandel mit Indien durch das Rote Meer zu sichern, ließ Augustus 25/24 v. Chr. von Aelius Gallus einen Feldzug nach Saba unternehmen, der jedoch fehlschlug. Nach Kenneth A. Kitchen wurden im frühen 1. Jahrhundert n. Chr. Saba und Himyar auf friedliche Art geeinigt. Diese Union zerbrach Kitchen zufolge um 140, kurz vor dem endgültigen Sieg des Hadramauts über Qataban. Zu Beginn des 3. Jahrhunderts trat mit dem aksumitischen Reich eine neue Macht auf südarabischen Boden auf, deren Ausbreitung von Saba zunächst zurückgehalten werden konnte. In den nächsten Jahrzehnten standen sich Saba und Himyar zumeist feindlich gegenüber, noch in der Schlacht von Hurmatum 248/49 konnte offenbar keine Partei einen eindeutigen Sieg erringen. Um 260/70 schließlich ging Himyar aus dem Machtkampf mit Saba als Sieger hervor. Zwar sah sich das sabäo-himyarische Reich als Nachfolger Sabas, doch wurde es vom himyarischen Zafar aus regiert.
Im späten 3. Jahrhundert besiegte der himyarische König Schammar Yuhar'isch III. den Hadramaut endgültig und einigte damit Südarabien. Die von nun an von den himyarischen Königen getragene Königstitulatur deutet den enormen Machtzuwachs seit der Vereinigung von Saba und Himyar an: Neben Saba und Himyar erscheint der himyarische Herrscher nun auch als König von Hadramaut, von Yamanat (Jemen) und „deren (Nord-)Araber im Hoch- und Tiefland“. Über die Geschichte der folgenden Zeit ist wenig bekannt. Um 517 übernahm der sich zum Judentum bekennende Yusuf Asʾar Yathʾar das himyarische Reich. Bereits im Folgejahr brach der Krieg mit dem christlichen Reich von Aksum aus. Eine erste Invasion der Aksumiten 518 wurde zurückgeschlagen; nach der Ermordung der christlichen Gemeinde im von Aksum besetzten Nadschran durch Himyar im Jahr 523 kam es 525 mit oströmischer Unterstützung Justins I., dessen Transportschiffe zum Einsatz kamen, zu einem zweiten, erfolgreichen Feldzug unter dem Negus Ella Asbeha, bei dem das sabäo-himyarische Reich erobert wurde.
Damit wurde allerdings auch die Interessensphäre des persischen Sassanidenreichs tangiert, der zweiten spätantiken Großmacht neben Ostrom. Sowohl Römer als auch Perser verfolgten in diesem Raum wirtschaftliche Interessen, da mehrere Handelsrouten im Rahmen des Indienhandels im südarabischen Raum verliefen. Allerdings scheiterten oströmische Versuche, Handelsrouten, die über Persien verliefen, über das Rote Meer und Aksum umzuleiten und so der persischen Einflussnahme zu entziehen (siehe auch die entsprechenden Ausführungen im Artikel Spätantike).
Durch den Sturz des aksumitischen Marionettenkönigs Simyafa Aschwa durch den aksumitischen Heerführer Abraha 536 erreichte der Jemen faktisch seine Unabhängigkeit wieder, bis das Sassanidenreich um 572 im Jemen einmarschierte und die Aksumiten wieder vertrieb. In der Folgezeit wurde auch ein persischer Gouverneur für den Jemen bestellt, was die Oströmer unter Kaiser Justin II. mit als einen Kriegsgrund ansahen (siehe auch Römisch-Persische Kriege). Nach der Ermordung des letzten bedeutenden sassanidischen Großkönigs Chosrau II. im Jahr 628, nach dessen Tod Persien für Jahre im Chaos versank, konvertierte der persische Satrap in Südarabien zum Islam, jedoch wurde der Jemen erst 632 dem islamischen Reich eingegliedert.

## Wirtschaft

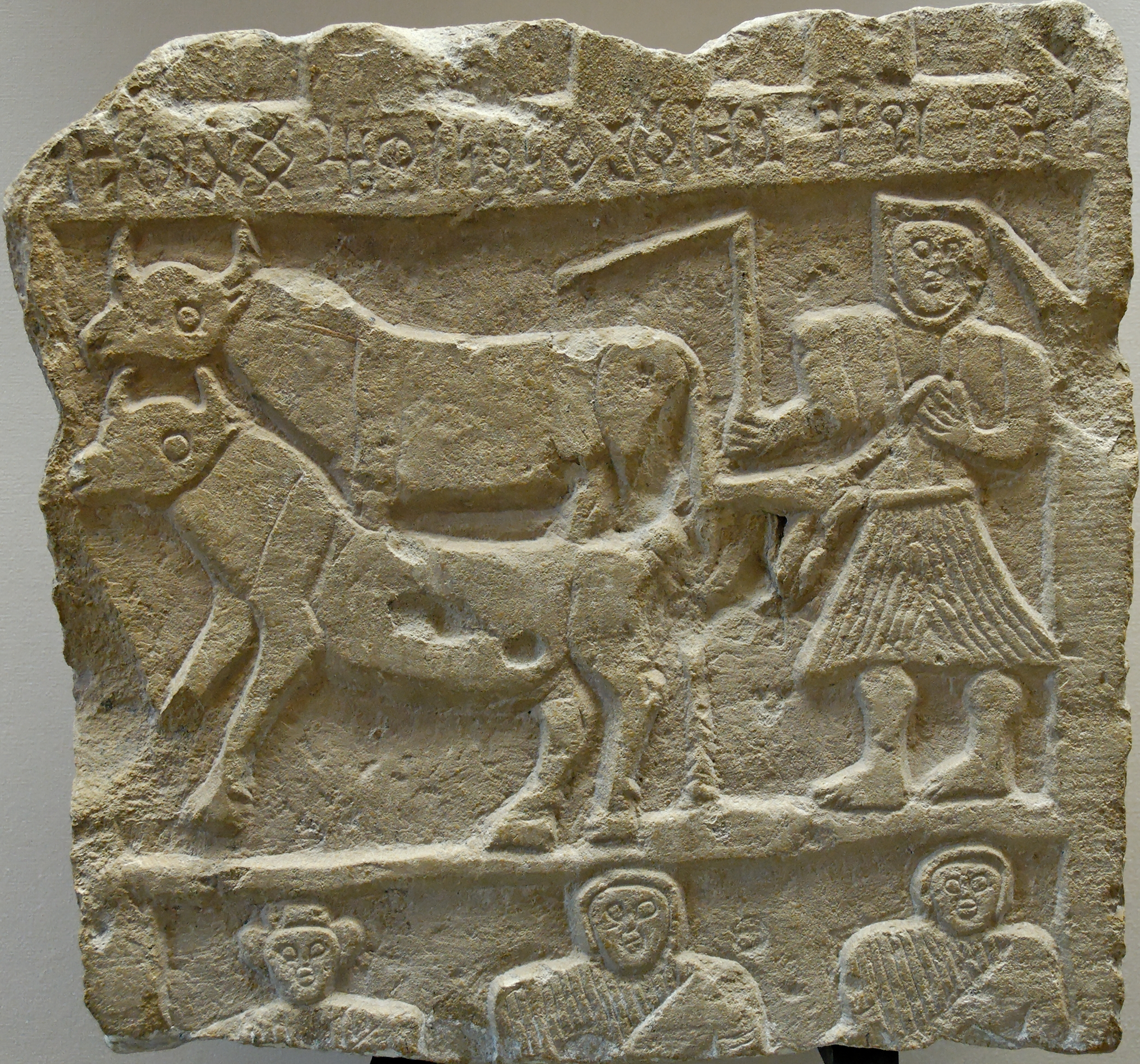
Feldarbeit auf einer Grabstele

Grundlage der altsüdarabischen Wirtschaft war wie im Fruchtbaren Halbmond die Landwirtschaft, die in Südarabien allerdings nur in den Oasen betrieben werden konnte. Aufgrund der klimatischen Situation waren für sie zudem Bewässerungssysteme vonnöten, die archäologisch bislang in Ma'rib, Timna und Schabwat nachgewiesen werden konnten. Auch inschriftlich sind vielerorts größere Anlagen belegt. Diese Bewässerungsanlagen bestanden sowohl aus Talsperren mit Schleusen als auch aus Terrassen und Kanälen, die das Wasser unter den Feldern aufteilten. Anbauprodukte waren Hirse, Weizen, Gerste, Datteln und Gemüse. Daneben gab es Palmenkulturen und eine weit verbreitete Viehhaltung, wobei das Vieh als Arbeitstier sowohl bei der Feldarbeit als auch für Warentransport genutzt wurde. Als Werkzeuge dienten ein von Tieren gezogener Pflug mit Dorn, die Hacke und die Scharre, ein mit Ketten versehenes Brett.
Während die Landwirtschaft nur die existentiellen Bedürfnisse decken konnte, ermöglichte der Handel den großen Reichtum der südarabischen Reiche, der Altsüdarabien auch den Namen „Arabia Felix“ (lat. „Glückliches Arabien“) einbrachte. Dabei ist besonders der Handel mit Weihrauch und Myrrhe, die in Südarabien wuchsen, hervorzuheben, einerseits durch den direkten Verkauf, aber auch durch Zölle an der nach Norden führenden Weihrauchstraße. Einige königliche Marktordnungen aus Qataban und Ma'in geben leider kaum Hinweise auf den Fernhandel.
Durch die Entdeckung der Monsunwinde wurde der Seehandel im Indischen Ozean erheblich erleichtert, weshalb die Bedeutung der Weihrauchstraße um Christi Geburt erheblich zurückging. Wichtige südarabische Häfen waren nach römischen Quellen (Periplus Maris Erythraei) Muza am Roten Meer, Berenike am Bab al-Mandab und Qana im Hadramaut. Während Südarabien zu Lande vorwiegend seine eigenen Güter exportierte, kontrollierten die südarabischen Häfen jetzt auch den Schiffsverkehr von Ägypten nach Indien. Zwar hatte Saba schon einige Jahrhunderte vor Christi Geburt in Äthiopien eine überseeische Niederlassung, doch war nun eine Expansion bis an die Küste des heutigen Tansania, wo sich im Markt Rhapta eine sabäische und himjarische Niederlassung befand, möglich.

## Sprache und Schrift

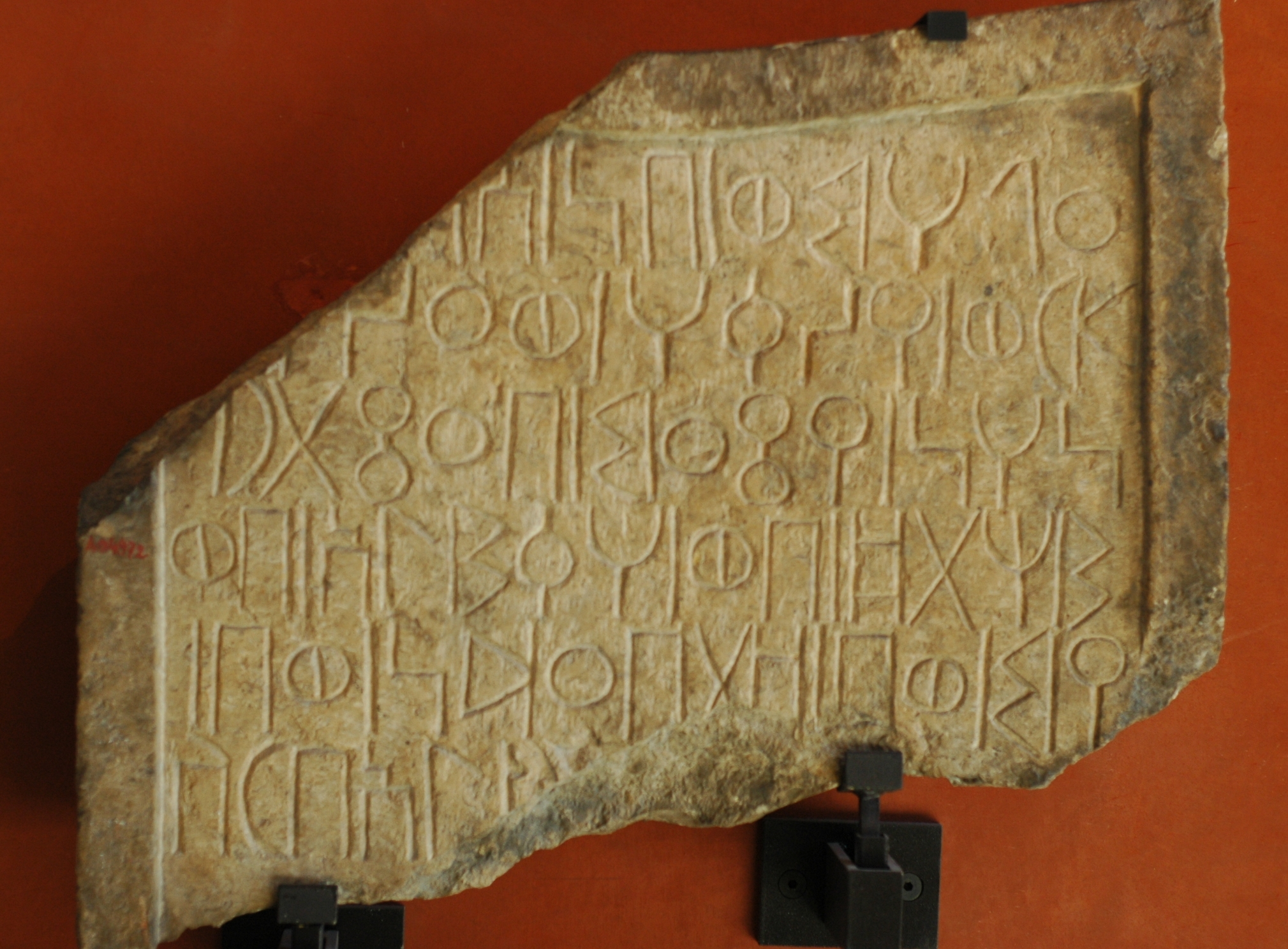
Qatabanische Inschrift aus dem Louvre

Hauptartikel: Altsüdarabische Sprachen und Altsüdarabische Schrift
Die geschriebenen Sprachen des alten Südarabien bilden die altsüdarabischen Sprachen und gehören den semitischen Sprachen an. Die belegten Sprachen sind entsprechend den größeren politischen Einheiten Sabäisch, Qatabanisch, Hadramitisch und Minäisch. Am stärksten ist das Sabäische belegt, das auch in Himjar, im sabäo-himjarischen Reich und im äthiopischen Da’amot verwendet wurde. Die altsüdarabischen Sprachen wurden in einer 29 Zeichen umfassenden alphabetischen Schrift, die von der phönizischen Schrift abstammt, niedergeschrieben. Schrift und Sprache wurden mit der Einführung des Islams zugunsten des Arabischen aufgegeben, jedoch blieben einige altsüdarabische Wörter im jemenitischen Arabisch des Mittelalters und der Neuzeit erhalten. Zusätzlich wurden in Südarabien eine oder mehrere vom Altsüdarabischen deutlich abweichende, wenngleich ebenfalls semitische, Sprachen gesprochen, die aber nur bruchstückhaft belegt sind, insbesondere die himjarische Sprache.

## Kunst und Architektur
Hauptartikel: Altsüdarabische Kunst
Die Fundlage für die altsüdarabische Kunst ist noch sehr dürftig, weshalb bislang keine allgemeine Periodisierung der altsüdarabischen Kunst möglich ist.

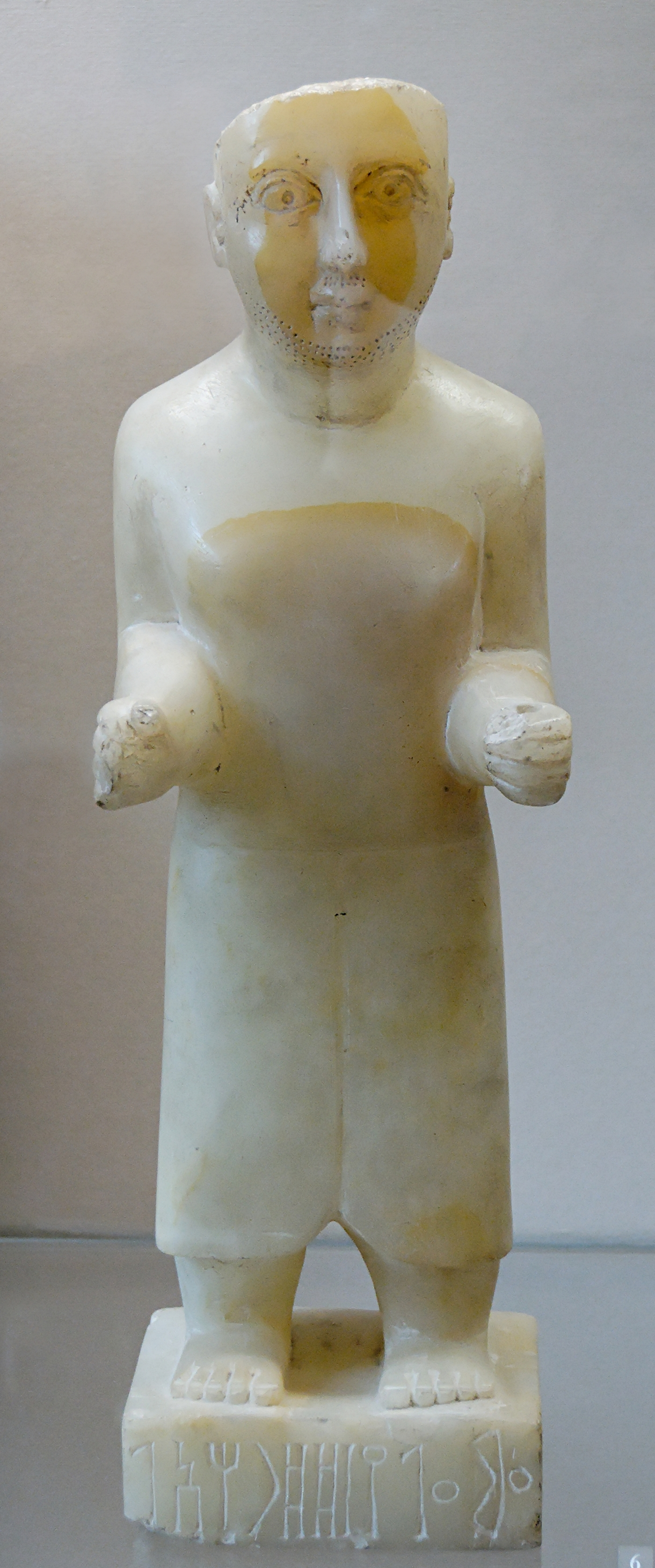
Grabstele (Alabaster) des ʿAmaʿalay dhu-Dharah'il

Werke altsüdarabischer Architektur sind nur in wenigen Fällen gut erhalten, wenngleich die erhaltenen Reste besonders von Sakralbauten immer noch monumental sind. Als Baumaterialien dienten hauptsächlich Holz und Stein, Lehmziegel wurden in Schabwat und in der Küstenebene verwendet. Verglichen mit anderen antiken Sakralbauten erwecken die altsüdarabischen Tempel einen fremdartigen Eindruck. Wichtigstes Bauelement waren Säulen mit quadratischem Querschnitt, die in monumentalen Propyläen und Säulengängen Verwendung fanden. Die frühesten Tempel waren einfache, zumeist rechteckige hypäthrale Steinbauten, aus denen sich verschiedene Typen, hauptsächlich ein sabäischer Typ und der nicht-sabäische Vielstützentempel herausbildeten. Als wesentliche Profanbauten sind Palast- und Burganlagen und Bewässerungsanlagen, besonders der Staudamm von Ma'rib zu nennen.
Die bemerkenswertesten Kunstwerke außerhalb der Architektur hat das vorislamische Südarabien in der Plastik hervorgebracht, in der überwiegend Alabaster und Marmor benutzt wurden. Ihre typischen Merkmale sind kubische Grundformen, ein plumpes Gesamtbild und die starke Betonung des Kopfes; die restlichen Körperteile dienten meist nur als schematisches und stark verkürztes Bindeglied zum Sockel oder sind nur bis zum Oberkörper dargestellt. Auch die geringe Beachtung der Proportionen, die sich in zu großen Ohren und einer zu schmalen und langen Nase äußert, kennzeichnet viele südarabische Plastiken. In dieser Hinsicht zeigt sich eine Parallele zur Architektur, der ebenfalls geometrische, einfache Formen zugrunde lagen.

## Gesellschaft
An der Spitze aller altsüdarabischen Staaten stand ein Monarch, der in Saba, Qataban, Ausan, im Hadramaut, wie auch in Da’amot, zeitweise den Titel „Mukarrib“ (altsüdarabisch mkrb) trug. Weder die Bedeutung dieses Titels noch die Aufgaben des Mukarribs sind genau festzulegen. Da die qatabanischen Mukarribe nachweislich kultische Aufgaben übernahmen, wurde der Titel lange Zeit mit „Priesterfürst“ übersetzt. Alfred Felix Landon Beeston hat dieser Deutung widersprochen, weshalb die Deutung vorsichtiger geworden ist. Ein weiterer altsüdarabischer Herrschertitel war „König“ (altsüdarabisch mlk). Die genaue Unterscheidung zwischen „König“ und „Mukarrib“ ist noch unklar.
Im Gegensatz zum Rest des Alten Orients herrschten weder Mukarribe noch Könige absolut, sondern mussten bei der Gesetzgebung die Zustimmung einer Art Staatsrat einholen. In diesem Staatsrat, der vom König einberufen wurde, war die Oberschicht der verschiedenen Stämme des Staates sowie in Ma'in auch Priester vertreten, die breite Masse blieb dagegen unberücksichtigt. Andererseits wurden aber auch einige Gesetze, wie ihre Einleitung zu zeigen scheint, vom König allein beschlossen. In Saba zeigt sich ab etwa Christi Geburt eine Veränderung der Verfassung: Der Staatsrat verschwand, stattdessen musste sich der König jetzt immer mehr auf die Zustimmung einzelner Adelsfamilien stützen, die Stämme wurden nicht mehr von einem königlichen Beamten, sondern von einem Vertreter des Adels (altsüdarabisch qyl) regiert.
Die kleinste Einheit der Staatsgemeinschaft bildete das Dorf (byt), das in Stämmen (s2ʿb) zusammengefasst war. Aus diesen war der Staat aufgebaut, wobei offenbar ein Stamm die Führung der Stammeskonföderation übernahm. Besonders deutlich ist diese Gliederung in Qataban erkennbar: der König stammte aus dem Stamm Qataban, im Staatsrat waren darüber hinaus die Stämme Radman, Madhi, Almalik und Yahir vertreten, wohingegen die erst später eingegliederten Stämme Ausan, Kahad, Dahas und Tubanau, die aus dem ehemaligen Reichsgebiet von Ausan stammten, nicht an der Regierung beteiligt waren.
Aus den Inschriften lassen sich verschiedene, rechtlich unterschiedlich gestellte Klassen oder Stände unterscheiden: auf der einen Seite die adligen Grundbesitzer (ms3wd), auf der anderen Seite die Soldaten, die Händler, die freien Bauern, die Hörigen, welche als Pächter fremdes Land bewirtschafteten und die möglicherweise leibeigenen Sklaven.
Insbesondere durch qatabanische Texte ist auch einiges über den Grundbesitz bekannt. Grund und Boden gehörte dem Staat oder einem Gott, der es zur Bewirtschaftung an Pächter verlieh, die als Gegenleistung eine Pacht zu entrichten hatten.
Obwohl in den Inschriften immer wieder Beamtentitel erwähnt werden, bleibt ihre Funktion im Einzelnen unklar. Ein sehr hoher Beamter war jedenfalls der Kabīr, der verschiedene religiöse und politische Funktionen, insbesondere die Regentschaft eines Stammes, wahrnahm. Offenbar unter den Kabiren stand der qayn (altsüdarabisch qyn). Ein weiteres bedeutendes Amt war das des qayl (altsüdarabisch qyl).
Das Recht ist nur teilweise bekannt, da keine umfassenden Gesetzestexte wie der mesopotamische Codex Hammurapi, sondern nur einzelne, spezielle Gesetze überliefert sind. Die Rechtsprechung war Privileg des Königs oder seiner Beamten, die im Orient weit verbreitete Blutrache war also nicht vorgesehen. Beachtung verdienen insbesondere die sabäischen und qatabanischen Handelsgesetze, die beispielsweise Preiszwang, Schutz des Marktes vor Unterbietung und eine 20-tägige Rückgabefrist vorschrieben.

## Religion und Kult
Hauptartikel: Altsüdarabische Religion

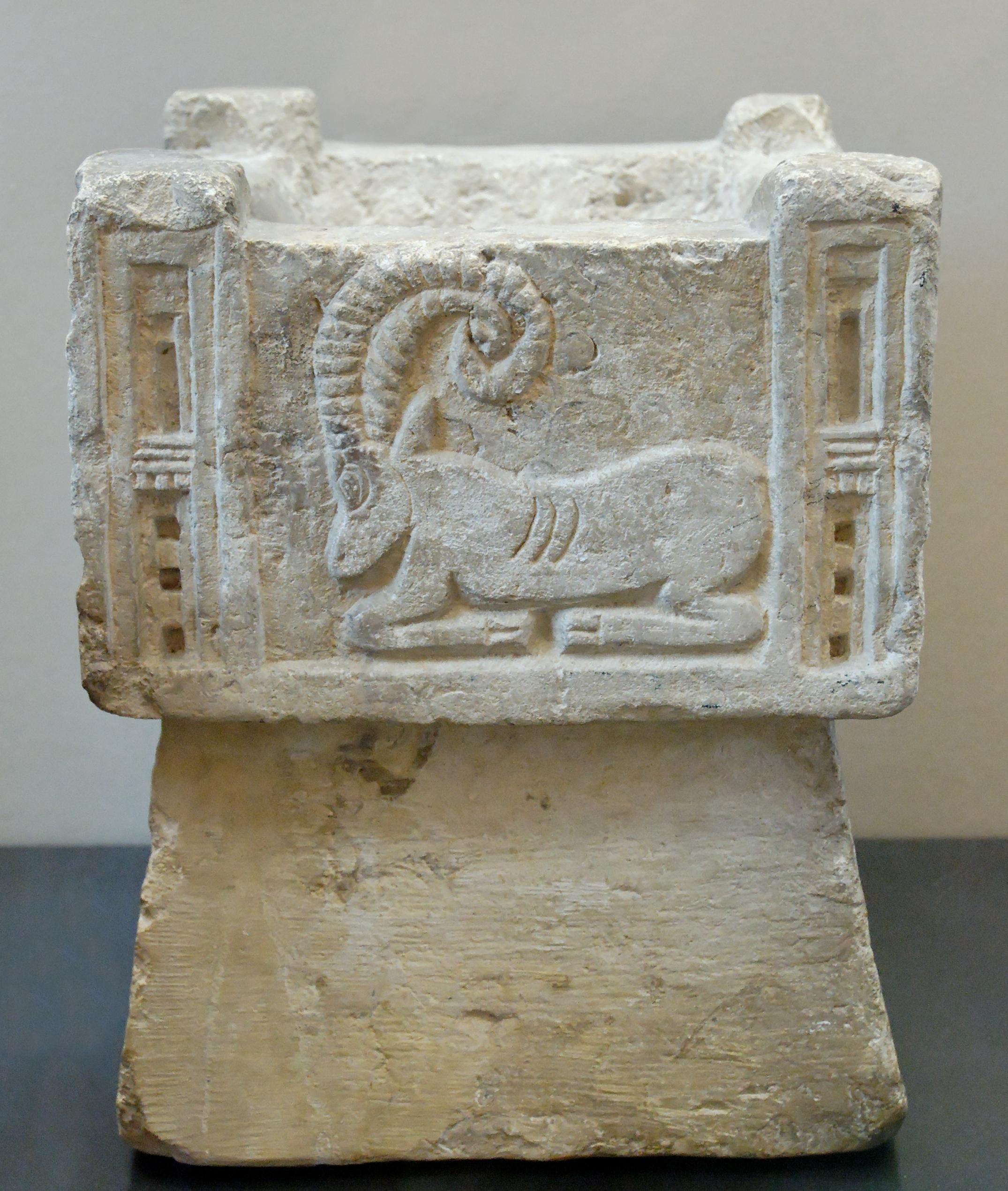
Altsüdarabischer Räucheraltar mit Steinbockrelief

Wie alle anderen altorientalischen Religionen (außer dem Judentum) auch war die südarabische Religion polytheistisch, wobei der astrale Charakter der Götter deutlich erkennbar ist. Gewöhnlich wird versucht, die meisten Gottheiten auf eine Trias Sonne – Mond – Venus zurückzuführen, am extremsten hat diese Theorie Ditlef Nielsen vertreten; jedoch ist diese Sichtweise keineswegs unumstritten.
An der Spitze des Pantheons stand in allen altsüdarabischen Reichen der Gott ʿAthtar, der Repräsentant des Planeten Venus. Er war einerseits für die überlebenswichtige Bewässerung zuständig, andererseits auch ein kriegerischer, den Feinden Tod bringender Gott. Repräsentant der Sonne waren Schams und einige meist zu zweit erwähnte Göttinnen. Daneben hatte jedes Reich seinen eigenen Nationalgott, in Saba war dies Almaqah, vielleicht ein Mondgott, in Main und Ausan der Mondgott Wadd („Liebe“), Sin („Mond“) im Hadramaut und in Qataban Amm. Daneben wurde eine Vielzahl regional begrenzter Gottheiten verehrt, wie Ta'lab in Sum'ay und Dhu-Samawi bei den Amir und Muha'mir.
Wohnsitz und Kultort einer Gottheit war ihr Tempel, ein offenes Gebäude (haram oder mahram), dessen Zugang nur unter bestimmten rituellen Reinheitsgeboten erlaubt war. Es existierten sowohl große öffentliche Tempelbauten als auch kleinere private Heiligtümer.
An Kulthandlungen sind verschiedenartige Opfer, die sakrale Jagd, das Orakel, der Umlauf um ein Heiligtum, die Zuführung einer Frau zu einem Gott als Gattin, Bittprozessionen zum Tempel, kultische Reinigung der Waffen und das öffentliche Schuldbekenntnis und der nur vom Mukarrib ausgeübte Bundesschluss überliefert. Über deren Ablauf ist jedoch nur wenig bekannt.
Archäologisch wesentlich besser fassbar als das Pantheon ist der Totenkult. Die Gräber hatten im vorislamischen Südarabien mannigfaltige Formen, darunter Grabhöhlen, Grabgruben und mausoleenartige Bauten. Über altsüdarabische Jenseitsvorstellungen ist sehr wenig bekannt, da keine eigentlichen religiösen Texte erhalten sind; auf das Vorhandensein solcher Vorstellungen weisen jedoch Grabbeigaben, Mumifizierung und mögliche Darstellung des Jenseits.
Seit der 2. Hälfte des 4. Jahrhunderts n. Chr. werden sowohl in königlichen als auch privaten Inschriften des sabäo-himjarischen Reiches nicht mehr die alten Götter, sondern der „Herr des Himmels“ und „der Barmherzige“ angerufen. Nach dem altsüdarabischen Wort Rahmanan „der Barmherzige“ wird diese offenkundig monotheistische Religion auch als „Rahmanismus“ bezeichnet, archäologisch und durch Inschriften sind Juden und seit Anfang des 6. Jahrhunderts auch Christen belegt. Durch die Eroberung des Jemens durch Aksum im Jahre 525 wurde das Christentum zur Staatsreligion, bis der Jemen um 630 islamisch wurde.

### Überblick
- Ueli Brunner, Laurent Gorgerat, Oskar Kaelin, Christoph Schneider: Glückliches Arabien? Mythos und Realität im Reich der Königin von Saba. Kanton Basel-Stadt, Basel 2016, ISBN 978-3-905057-37-9.
- Walter W. Müller: Südarabien im Altertum. Kommentierte Bibliographie der Jahre 1973 bis 1996 unter Mitarbeit von E.-M. Wagner hrsg. von N. Nebes (= Epigraphische Forschungen auf der Arabischen Halbinsel. Band 2). Marie Leidorf, Rahden/Westfalen 2001, ISBN 3-89646-682-8.
- Christian Robin (Hrsg.): L’Arabie antique de Karib'il à Mahomet: nouvelles données sur l’histoire des Arabes grâce aux inscriptions (= Revue du monde musulman et de la Méditerranée. Nummer 60–62). Édisud, Aix-en-Provence 1991–1993, ISBN 2-85744-584-9.
- Klaus Schippmann: Geschichte der alt-südarabischen Reiche. Wissenschaftliche Buchgesellschaft, Darmstadt 1998, ISBN 3-534-11623-2.
- Wilfried Seipel (Hrsg.): Jemen. Kunst und Archäologie im Land der Königin von Saba. Kunsthistorisches Museum, Wien 1998 / Skira, Mailand 1998, ISBN 88-8118-464-8 (enthält zahlreiche Aufsätze zu Themen des alten Südarabien).
- Paul Yule: Himyar: Die Spätantike im Jemen/Late Antique Yemen. Linden Soft, Aichwald 2007, ISBN 978-3-929290-35-6.

### Geschichte
- Muḥammad ´Abd al Qādir Bāfaqīh: L’unification du Yémen antique. La lutte entre Saba’, Himyar et le Hadramawt de Ier au IIIème siècle de l’ère chrétienne (= Bibliothèque de Raydan. Band 1). Paris 1990 (Digitalisat bei Gallica).
- Iwona Gajda: Le royaume de Ḥimyar à l’époque monothéiste. L’histoire de l’Arabie ancienne de la fin du ive siècle de l’ère chrétienne jusqu'à l’avènement de l’Islam. Paris 2009.
- Kenneth A. Kitchen: The World of Ancient Arabia Series. Documentation for Ancient Arabia. Part I. Chronological Framework & Historical Sources. Liverpool 1994 (Untersuchung zur Chronologie der altsüdarabischen Herrscher).
- Walter W. Müller: Skizze der Geschichte Altsüdarabiens. In: Werner Daum (Hrsg.): Jemen. Pinguin-Verlag, Innsbruck / Umschau-Verlag, Frankfurt am Main 1987, ISBN 3-7016-2251-5, S. 50–56 (kurze Gesamtdarstellung mit Bibliographie im Anhang).
- Timothy Power: The Red Sea from Byzantium to the Caliphate: AD 500–1000. The American University in Cairo Press, Cairo 2012.
- Hermann von Wissmann: Zur Geschichte und Landeskunde von Alt-Südarabien (= Sammlung Eduard Glaser. Nr. III = Österreichische Akademie der Wissenschaften. Philosophisch-historische Klasse. Sitzungsberichte. Band 246). Böhlau, Wien 1964 (geographisch geordnete Sammlung von Einzeluntersuchungen).
- Hermann von Wissmann: Die Geschichte des Sabäerreiches und der Feldzug des Aelius Gallus. In: Hildegard Temporini (Hrsg.): Aufstieg und Niedergang der römischen Welt. II. Principat. Neunter Band, Erster Halbband. de Gruyter, Berlin / New York 1976, ISBN 3-11-006876-1, S. 308–544 (zur Geschichte von Saba und Ma'in).
- Hermann von Wissmann: Die Geschichte von Sabaʾ II. Das Grossreich der Sabäer bis zu seinem Ende im frühen 4. Jh. v. Chr. (= Österreichische Akademie der Wissenschaften. Philosophisch-historische Klasse. Sitzungsberichte. Band 402). Verlag der österreichischen Akademie der Wissenschaften, Wien 1982, ISBN 3-7001-0516-9 (behandelt in chronologischer Reihenfolge die historisch relevanten sabäischen Inschriften bis etwa 400 v. Chr.; stellenweise veraltet).

### Gesellschaft und Staat
- Andrey Korotayev: Pre-Islamic Yemen. Socio-political Organization of the Sabaean Cultural Area in the 2nd and 3rd Centuries AD. Harrassowitz, Wiesbaden 1996, ISBN 3-447-03679-6.

### Kunst
Siehe auch das Literaturverzeichnis des Artikels Altsüdarabische Kunst.
- Christian Darles: L’architecture civile à Shabwa. In: Syria. Revue d’art oriental et d’archéologie. Band 68, 1991, ISSN 0039-7946, S. 77–110 (Digitalisat).
- Adolf Grohmann: Handbuch der Altertumswissenschaft. Kulturgeschichte des Alten Orients. Dritter Abschnitt. Vierter Unterabschnitt: Arabien. München 1963 (umfassende Kulturgeschichte des vorislamischen Arabien, die jedoch in einigen Bereichen durch die Ergebnisse jüngerer Grabungen veraltet ist).
- Jürgen Schmidt: Altsüdarabische Kultbauten. In: Werner Daum (Hrsg.): Jemen. Pinguin-Verlag, Innsbruck / Umschau-Verlag, Frankfurt am Main 1987, ISBN 3-7016-2251-5, S. 81–101.
- Almut von Gladiß: Probleme altsüdarabischer Plastik. In: Baghdader Mitteilungen. Band 10, 1979, ISBN 3-7861-1231-2, S. 145–167, ISSN 0418-9698.
- Paul Yule: Ẓafār, Capital of Ḥimyar, Rehabilitation of a ‘Decadent’ Society. Excavations of the Ruprecht-Karls-Universität Heidelberg 1998–2010 in the Highlands of the Yemen (= Abhandlungen der Deutschen Orient-Gesellschaft. Band 29). Harrassowitz, Wiesbaden 2013, ISBN 978-3-447-06935-9.

### Wirtschaft
- Maria Höfner: Landwirtschaft im antiken Südarabien. In: B. Scholz (Hrsg.): Grazer Morgenländische Studien 2. Der orientalische Mensch und seine Beziehungen zur Umwelt. Beiträge zum 2. Grazer Morgenländischen Symposion (2.–5. März 1989). Graz 1989.

### Sprache und Schrift
Siehe auch das Literaturverzeichnis des Artikels Altsüdarabische Sprachen.
- Norbert Nebes, Peter Stein: Ancient South Arabian. In: Roger D. Woodard (Hrsg.): The Cambridge encyclopedia of the World’s ancient languages. Cambridge University Press, Cambridge 2004, ISBN 0-521-56256-2, S. 454–487 (neuester grammatischer Überblick mit Bibliographie).
- A. F. L. Beeston, M. A. Ghul, W. W. Müller, J. Ryckmans: Sabaic Dictionary/Dictionnaire sabéen. Louvain-la-Neuve 1982, ISBN 2-8017-0194-7 (englisch, französisch, arabisch).

### Religion
Siehe auch das Literaturverzeichnis des Artikels Altsüdarabische Religion.
- Hartmut Gese, Maria Höfner, Kurt Rudolph: Die Religionen Altsyriens, Altarabiens und der Mandäer (= Die Religionen der Menschheit. Band 10,2). Kohlhammer, Stuttgart 1970, S. 234–353 (sehr umfangreiche und detaillierte, aber stellenweise veraltete Gesamtdarstellung).
- Jacques Ryckmans: Religion of South Arabia. In: D. N. Freedman (Hrsg.): The Anchor Bible Dictionary. Band VI, New York 1992, ISBN 0-385-26190-X, S. 171–176 (umfangreiche Bibliographie im Anhang).

### Reihen und Zeitschriften
- Deutsches Archäologisches Institut, Außenstelle Sana'a: Archäologische Berichte aus dem Yemen. Verlag Philipp von Zabern, Mainz 1982–2008 (Band 1–11); Dr. Ludwig Reichert, Wiesbaden 2008– (ab Band 12)
- Yemeni Centre for Cultural and Archaeological Research: Raydān: journal of ancient Yemeni antiquities and epigraphy. Aden 1978–1994.
- Arabia Antica. PLUS, Pisa 2002–2005 (Band 1–3); Erma di Bretschneider, Rom 2006– (ab Band 4)